# Oligonychus kobachidzei
Oligonychus kobachidzei är en spindeldjursart som först beskrevs av Reck 1947.  Oligonychus kobachidzei ingår i släktet Oligonychus och familjen Tetranychidae. Inga underarter finns listade i Catalogue of Life.